# ارس جزیره بونین
ارس جزیره بونین (نام علمی: Juniperus taxifolia) نام یک گونه از سرده ارس است.